# Kebek
Kebek (m. 1325/1326) fue kan del kanato de Chagatai desde 1309 hasta 1310, y nuevamente desde ca. 1318 hasta su muerte.

## Primer reinado
Kebek era el hijo de Duwa, que fue kan desde 1282 hasta 1307. Durante el reinado de su padre, Kebek participó en las invasiones de los mongoles a la India, incluida la consiguiente expedición punitiva contra el sultanato de Delhi en 1305, en represalia por la destrucción de un ejército mongol el año anterior. Kebek devastó la región del Punyab, especialmente en torno a Multan, pero durante el viaje de regreso su ejército fue atacado a orillas del río Indo por una fuerza enviada desde Delhi y sufrió gran número de bajas. Esta fue una de las últimas campañas chagatáyidas contra la India antes de un cese temporal de las incursiones mongolas (1307-1327, cuando se reanudaron bajo el kan Tarmashirin).
La situación en el kanato de Chagatái tras la muerte de Duwa en 1307 se volvió inestable, cuando dos de sus sucesores se sucedieron en el gobierno en el lapso de un año y los hijos de Kaidu todavía tenían esperanza de recuperar el control sobre los kanes. En 1308 Taliqu estuvo a cargo del kanato pero su gobierno fue rápidamente desafiado. Sus enemigos se unieron con Kebek, y derrotaron derrocaron a Taliqu en 1308 o 1309, con lo cual Kebek se convirtió en kan de los ulus.
En este punto, los hijos de Kaidu decidieron hacer su movimiento en contra de los chagatáyidas. Recién terminada su guerra con Taliqu, Kebek se encontró frente a una invasión de Yangichar, Orus, Chapar y Tügme. Las dos partes se enfrentaron cerca de Almaliq, donde las fuerzas de Kebek ganaron una batalla campal. Después de esto, Chapar decidió rendirse a Khayisan Wuzong el Khagan Yuan, poniendo fin a la amenaza contra los chagatáyidas por parte de los hijos de Kaidu.
Con Yangichar y sus hermanos derrotados, Kebek celebró un quriltai para decidir sobre el futuro de la kanato. En el quriltai los príncipes mongoles acordaron reconocer a Esen Buqa, el hermano de Kebek como khan. Esen Buqa fue llamado a tomar el control de la Chagatai Ulus, y Kebek renunció a su favor.

## Bajo Esen Buqa
En 1314 Esen Buqa pone a Kebek a cargo de un ejército que iba a invadir el Ilkhanato. En enero Kebek, junto con la fuerza de sus aliados Neguderi, cruzó el Amu Darya penetrando en territorio del Ilkhanato y derrotó a un ejército enemigo en el río Murgab. Luego el ejército chagatáyida avanzó hasta Herat, donde Kebek recibe una citación urgente de Esen Buqa, que necesitaba ayuda para repeler una invasión desde el este por los mongoles Yuan. Poco después, un príncipe chagatáyida, llamado Yasa'ur, desertó del bando de Kebek y ayudó a los Ilkhanes a derrotar a los chagatáyidas. Como recompensa Yasa'ur recibió tierras en Afganistán por el Ilkhan Oljeitu.

## Segundo reinado
Esen Buqa murió en algún momento alrededor de 1320 y le sucedió Kebek como kan. Uno de sus primeros actos fue atacar a Yasa'ur, que se había rebelado sin éxito contra los ilkhanes y por lo tanto estaba en una posición débil; las fuerzas de Kebek lo derrotaron y mataron en junio de 1320.
Kebek se casó con dos princesas de la corte del Khagan. También le envió anualmente tributos al Khagan a partir de 1323. A diferencia de su hermano, Esen Buqa, Kebek evitó cualquier conflicto con el Khagan y se entregó a Gegeen Khan, el emperador Yuan de Yingzong cuando las escaramuzas fronterizas estallaron en 1323.
Al margen de este conflicto inicial, el segundo reinado Kebek fue mayormente pacífico. La adopción de una moneda estándar para todo el kanato empezó bajo Kebek, que apoyó su uso. También estaba interesado en el establecimiento de una capital para sí mismo, algo que sus antecesores nómadas habían hecho pocas veces. Qarshi se convirtió en la capital del kanato durante su vida.
Kebek murió hacia 1326 y fue sucedido por su hermano Eljigidey.